# Kihelkonna-Liiva
Kihelkonna-Liiva is een gehucht in de Estlandse gemeente Saaremaa, provincie Saaremaa. De plaats heeft de status van dorp (Estisch: küla).
De plaats viel tot in oktober 2017 onder de gemeente Kihelkonna en heette toen Liiva. In die maand werden de twaalf gemeenten op het eiland Saaremaa, waaronder Kihelkonna, samengevoegd tot de gemeente Saaremaa. Daarbij kreeg Liiva de nieuwe naam Kihelkonna-Liiva, omdat in de voormalige gemeente Orissaare ook een dorp Liiva lag, dat zijn naam wel mocht houden.

## Bevolking
Het dorp had 6 inwoners op 31 december 2011 en 15 inwoners op 31 december 2021.

## Geschiedenis
(Kihelkonna-)Liiva ontstond rond 1900 als nederzetting op het landgoed van Loona. Tussen 1977 en 1997 maakte het dorp deel uit van Vedruka; in 1997 werd het weer een zelfstandig dorp. Liiva was niet het eerste dorp op die plaats. In de 18e en 19e eeuw lagen daar de plaatsjes Pajuküla en Araste.